# مارك مندوزا
مارك مندوزا (بالإنجليزية: Mark Mendoza)‏ هو كاتب أغاني أمريكي، ولد في 13 يوليو 1955 في لونغ آيلند في الولايات المتحدة.

## وصلات خارجية
- مارك مندوزا على موقع ميوزك برينز (الإنجليزية)
- مارك مندوزا على موقع أول ميوزيك (الإنجليزية)
- مارك مندوزا على موقع أول ميوزيك (الإنجليزية)
- مارك مندوزا على موقع ديسكوغز (الإنجليزية)